# 汪鉉 (成化進士)
汪鉉（1443年—？），字鼎卿，浙江紹興府餘姚縣人，民籍，明朝政治人物。

## 生平
成化十九年（1483年）癸卯科浙江鄉試第五十三名舉人。成化二十三年（1487年）中式丁未科會試第五十三名，二甲第九十三名進士。弘治三年（1490年）十一月授福建道監察御史。

## 家族
曾祖汪彌彬；祖父汪悠久，知縣；父汪公璲，母吳氏。永感下。